# Liste der Abkürzungen antiker Autoren und Werktitel/W
| Abk. Autor | Autor             | Autor             | Edition |
|            | Abk. Werk         | Werktitel         | Deutscher Titel |
| ---------- | ----------------- | ----------------- | --- |
| WaR        | Wajikra Rabba     | Wajikra Rabba     | M. Margulies (Hg.): Midrash Wayyikra Rabbah. 5 Bde. Jerusalem 1953–60, Nachdruck New York 1993 (s. auch Midrasch Rabba) |
| Weish      | Buch der Weisheit | Buch der Weisheit | |

| Legende zu den Farben der Autoreneinträge | Legende zu den Farben der Autoreneinträge | Legende zu den Farben der Autoreneinträge | Legende zu den Farben der Autoreneinträge                                                      |
| ----------------------------------------- | ----------------------------------------- | ----------------------------------------- | ---------------------------------------------------------------------------------------------- |
|                                           | Autor                                     | Autor                                     | Autorenabkürzung                                                                               |
| SW                                        | Sammelwerk                                | Sammelwerk                                | Sammlung oder Sammelwerk (sowohl moderne als auch antike)                                      |
| AN                                        | Anonym                                    | Anonym                                    | Schrift eines einzelnen, unbekannten Autors                                                    |
| BS                                        | Biblische Schrift                         | Biblische Schrift                         | Schrift des AT oder NT (auch Apokryphen)                                                       |
| RS                                        | Rabbinische Schrift                       | Rabbinische Schrift                       | Mischna, Talmud und sonstige hebräische, nichtbiblische Schrift                                |
| X                                         | Sonstiges                                 | Sonstiges                                 | Abkürzung von Lexikon, Referenz- oder Nachschlagewerk, Schriftreihe etc.; allgemeine Abkürzung |